# NGC 6038
NGC 6038 је спирална галаксија у сазвежђу Северна круна која се налази на NGC листи објеката дубоког неба.
Деклинација објекта је + 37° 21' 34" а ректасцензија 16h 2m 40,4s. Привидна величина (магнитуда) објекта NGC 6038 износи 13,6 а фотографска магнитуда 14,3. Налази се на удаљености од 165,0000 милиона парсека од Сунца. NGC 6038 је још познат и под ознакама UGC 10149, MCG 6-35-26, CGCG 195-8, IRAS 16008+3729, PGC 56812.